# QinetiQ Zephyr
Zephyr (рус. Зефир) — сверхлёгкий беспилотный летательный аппарат с питанием от солнечных батарей, разработанный британской оборонной компанией QinetiQ. Размах крыльев составляет — 22,5 м при массе 50 кг.
В 2007 году поставил неофициальный мировой рекорд длительности полёта для БПЛА — 54 часа.
В 2008 году Zephyr-6 провёл в воздухе 82,5 часа. Масса аппарата составляла 30 кг. Международная федерация аэронавтики в запуске не участвовала.
В 2010 году продолжительность полёта составила две недели.
В 2022 году продолжительность полёта составила 64 дня